# Eickener Straße 185 (Mönchengladbach)

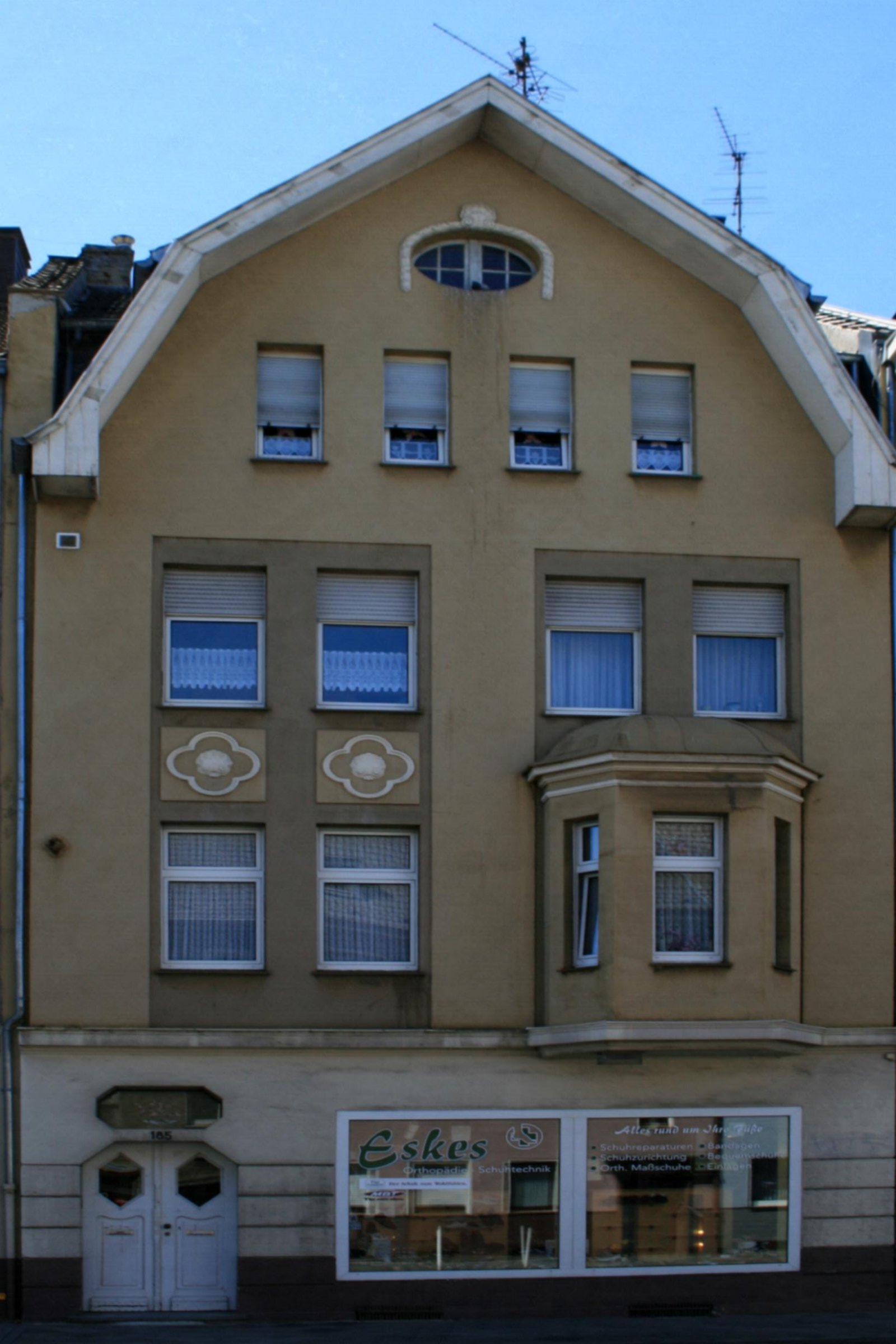
Wohngeschäftshaus Eickener Straße 185 (2010)

Das Wohngeschäftshaus Eickener Straße 185 steht im Stadtteil Eicken in Mönchengladbach (Nordrhein-Westfalen).
Das Haus wurde 1908–1914 erbaut. Es ist unter Nr. E 014 am 13. September 1988 in die Denkmalliste der Stadt Mönchengladbach eingetragen worden.

## Architektur
Das Haus Nr. 185 bildet mit den nachfolgenden Gebäuden Nr. 187–189, 191, 193 und 195 eine geschlossene Baugruppe historischer Wohnhäuser, die sich bis in die „Eickener Höhe“ hinein fortsetzt.
Das dreigeschossige Mietwohnhaus mit ausgebautem Mansarddach und einem aufgesetzten, die ganze Breite des Hauses einnehmenden, Mansardgiebel stammt aus der Zeit 1908–1914. Die Fassade ist insgesamt glatt verputzt und nur sparsam dekoriert.